# Gle Brug
Gle Brug är en kulle i Indonesien.   Den ligger i provinsen Aceh, i den västra delen av landet, 1 800 km nordväst om huvudstaden Jakarta. Toppen på Gle Brug är 45 meter över havet.
Terrängen runt Gle Brug är platt västerut, men österut är den kuperad. Havet är nära Gle Brug åt nordväst.Runt Gle Brug är det tätbefolkat, med 257 invånare per kvadratkilometer. Närmaste större samhälle är Banda Aceh, 12,2 km sydväst om Gle Brug. Omgivningarna runt Gle Brug är en mosaik av jordbruksmark och naturlig växtlighet.